# فيتالي خان
فيتالي خان (بالقازاقية: Виталий Альбертович Хан) هو سباح كازاخستاني، ولد في 4 سبتمبر 1985 في ألماتي في كازاخستان.

## وصلات خارجية
- فيتالي خان على موقع الاتحاد الدولي للسباحة (الإنجليزية)
- فيتالي خان على موقع SwimRankings.net (الإنجليزية)
- فيتالي خان على موقع اللجنة الأولمبية الدولية (الإنجليزية)
- فيتالي خان على موقع أوليمبيديا (الإنجليزية)